# Arsinoitherium zitteli
Arsinoitherium zitteli (лат.) — типовой вид рода арсинойтериев. Жил в олигоцене на территории современных Египта, Омана и Саудовской Аравии.

## Описание
Высота Arsinoitherium zitteli в холке около 1,7 м, а длина тела 3,4 м. Длина черепа — 75—80 см. На морде у него была пара растущих рядом мощных рогов.
Как и другие арсинойтериевые, эти звери были растительноядными и вели, скорее всего, полуводный образ жизни.

## Места и древность находок
Известно множество разрозненных костей и черепов представителей этого вида. Они найдены в поздних эоценовых и ранних олигоценовых отложениях в Фаюмской впадине (Египет). В то время там располагалась прибрежная равнина с манграми, реками и заводями.